# Rivière Hâtée
La rivière Hâtée est un affluent du littoral sud-est du fleuve Saint-Laurent. La rivière Hâtée coule dans la municipalité de Saint-Valérien et dans la ville de Rimouski, dans la municipalité régionale de comté (MRC) de Rimouski-Neigette, dans la région administrative du Bas-Saint-Laurent, au Québec, au Canada.

## Hydrographie
La rivière, longue d'une douzaine de kilomètres, prend sa source dans la municipalité de Saint-Valérien (près de la limite de Rimouski), du côté sud de la route du 4e Rang Est ; elle coule d'abord vers l'ouest sur 2,6 km en traversant la route du 4e rang Est. Puis, elle coule du sud vers le nord avant de prendre une trajectoire nord-est et de se jeter sur le littoral sud-est de l'estuaire maritime du Saint-Laurent à la hauteur de la baie Hatée situé sur le territoire de l'ancienne municipalité du Bic. La rivière Hâtée se déverse sur la grève (à marée basse) dans la "Baie Hâtée". Cette dernière est délimitée du côté ouest par la Pointe-à-Santerre qui s'avance vers le nord-est dans l'estuaire du Saint-Laurent.

## Toponymie
L'origine du toponyme, adopté en 1947, provient selon certaines sources d'une allusion au dégel hâtif au printemps. Le nom de la rivière est orthographié « Attez » dans le compte-rendu fait par l'arpenteur Plammondon en septembre 1673 lors de ses travaux d'arpentages entre les seigneuries du Bic et de Rimouski. Les marins anglophones l'ont par la suite appelé Otty River et le cadastre du comté de Rimouski de 1933 mentionne le nom de rivière Hallé.

## Histoire
Lors de la concession de la seigneurie du Bic en 1675, une rivière appelée Métise est identifiée comme ligne de démarcation de la seigneurie avec les autres seigneuries situées plus à l'est. Les autorités de la Nouvelle-France font alors erreur sur le nom en utilisant le toponyme Rivière Mitis, une rivière située plus de cinquante kilomètres à l'est et beaucoup trop loin de l'île du Bic mentionnée de façon spécifique comme faisant partie de la seigneurie du Bic.